# Gare routière centrale de Haïfa Bat Galim
 (mai 2021).
La gare routière centrale de Haïfa Bat Galim (en anglais : Haifa Bat Galim central bus station) est une gare routière de Bat Galim, en banlieue de la ville de Haïfa, en Israël.
Jusqu'au 1er janvier 2002, elle desservait tous les itinéraires d'autobus interurbains Egged au départ et à destination de Haïfa, ainsi que la plupart des itinéraires locaux. La gare routière de Bat Galim a été utilisée pendant une trentaine d'années.
Le bâtiment est de style brutaliste.

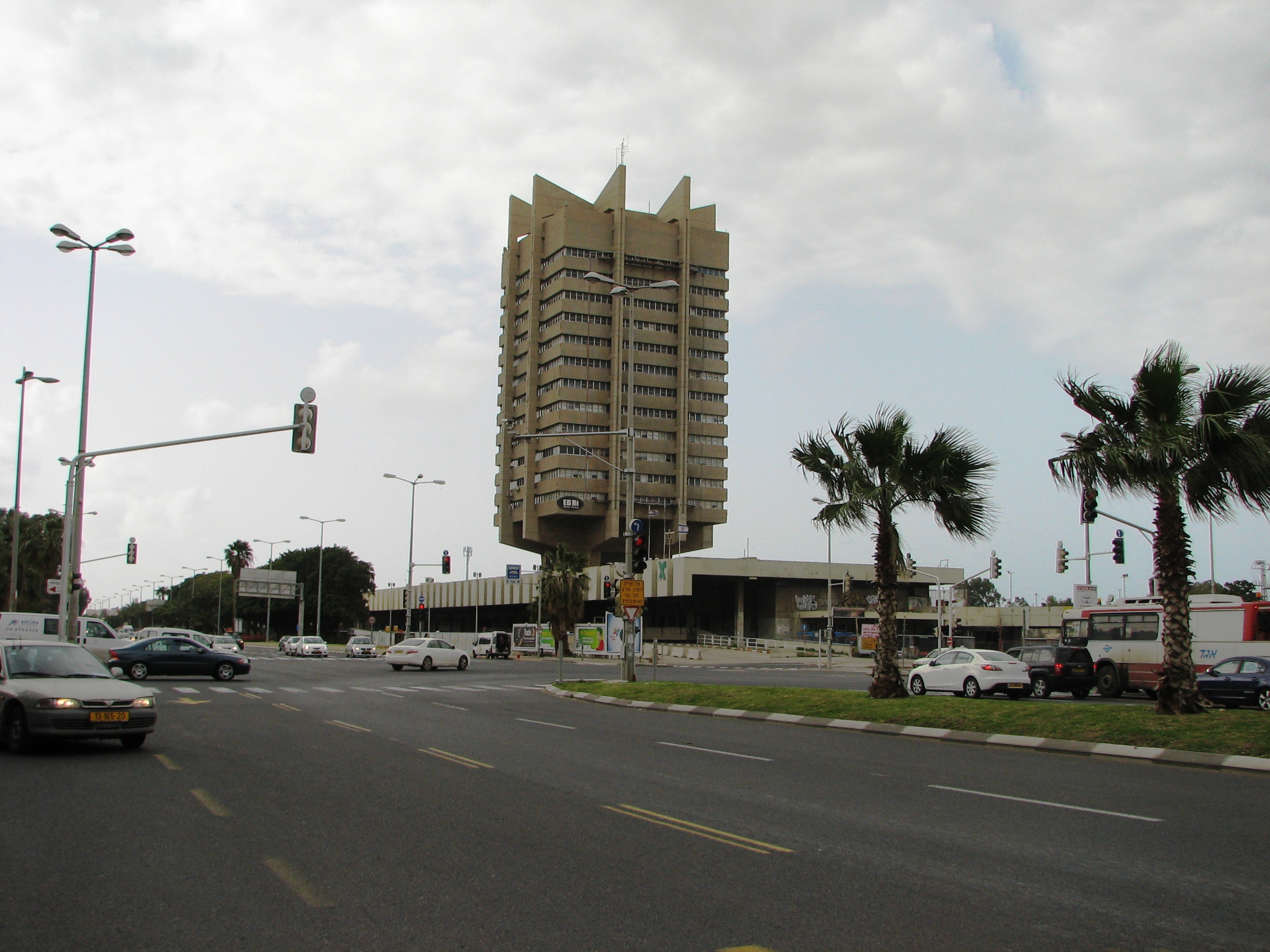
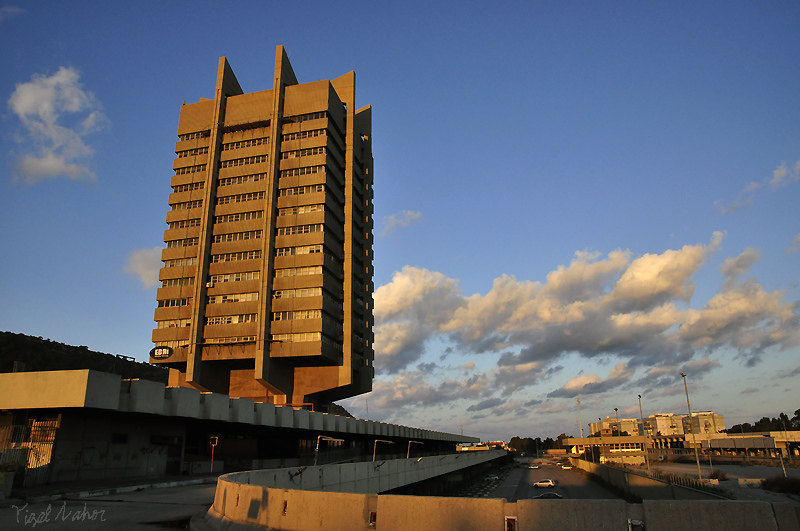